# CHU-BURA
「CHU-BURA」（チューブラ）は、日本のロックバンド・KELUNの2作目のシングル。

## 解説
1stシングル「SIXTEEN GIRL」から4ヵ月半ぶりとなるシングルであり、メンバーチェンジ（ベーシストの佐藤周作が脱退、新ベーシストとして如人が加入）後最初の作品。初回生産版はアニメ『BLEACH』オリジナル特典仕様となっている。
オリコン週間シングルチャートでは最高順位20位を記録。前作と比較して100位以上の上昇を記録したが、『BLEACH』のオープニングテーマとなったシングル作品としては初めて同チャートトップ10入りを逃した。

## 収録曲
1. CHU-BURA
作詞：Ryosuke Kojima/jam 作曲/編曲：KELUN
TX系テレビアニメ『BLEACH』オープニングテーマ（2008年4月23日 - 10月7日放送分）。歌詞は2番を使用。
インディーズ時代から演奏されてきたライブの定番曲である。
2. Boy's Don't Cry
作詞：Ryosuke Kojima/jam 作曲/編曲：KELUN
PlayStation Portable用ゲームソフト『BLEACH 〜ソウル・カーニバル〜』テーマソング。
3. ASAYAKE UMBRELLA
作詞：Ryosuke Kojima 作曲/編曲：KELUN
4. CHU-BURA〜Instrumental〜